# Anorrhinus
Anorrhinus é um gênero de aves da família Bucerotidae.
As seguintes espécies são reconhecidas:
- Calau-castanho-ocidental, Anorrhinus tickelli (Blyth, 1855)
- Calau-castanho-oriental, Anorrhinus austeni Jerdon, 1872
- Calau-de-crista, Anorrhinus galeritus (Temminck, 1831)